# 南洲号

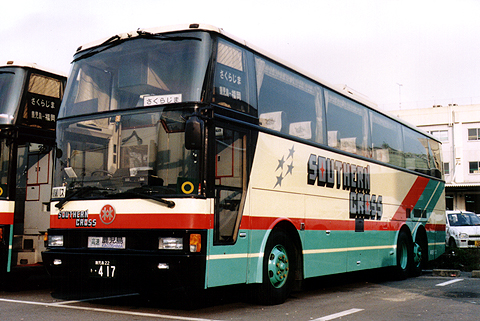
林田産業交通が「南洲号」専用車として投入していた日産ディーゼルスペースウィング（U-RD620UBN）

南洲号（なんしゅうごう）は、京都府京都市と鹿児島県鹿児島市を結んでいた高速バスである。路線開設からわずか1年あまりで廃止された。
以下は、廃止時点のデータである。

## 運行会社
- 京都交通（現在の京阪京都交通。中山営業所（現・京阪京都交通西京営業所）担当）
- 鹿児島交通
- 南国交通
- 林田バス（現・いわさきバスネットワーク）

## 歴史
- 1991年10月2日 運行開始[1]。
- 1992年12月1日 路線廃止。

## 運行経路
京都洛西 - 祇園 - 四条河原町 - 京都駅八条口 - 名神高速道路 - 中国自動車道 - 関門橋 - 九州自動車道 - 鹿児島空港南 - 天文館 - 西鹿児島南国日生ビル - いづろ高速バスセンター

## 所要時間
- 京都洛西～いづろ高速バスセンター 12時間23分

## 運賃
- 鹿児島～京都  12,600円（往復22,000円）
- 鹿児島空港南～京都 12,100円